# Вентимилья
Вентими́лья (итал. Ventimiglia) — портовый город в Италии на побережье Лигурийского моря, в 7 км от границы с Францией, на запад от Сан-Ремо (с которым связан троллейбусной линией). Этот таможенный пункт и курорт Итальянской Ривьеры занимает оба берега реки Руайа, которая впадает здесь в Лигурийское море.
Покровителем города почитается святой Секунд, празднование 26 августа.

## История
Руины древнеримского Альбинтемелия (лат. Albintemelium, Albintimilium, Albintimelium, Intemelium) расположены к востоку от современного города. Честь завоевания этого лигурского города принадлежит консулу Марку Эмилию Скавру. В год четырёх императоров он стал ареной противостояния Отона и Вителлия, затем был разорён нашествиями варваров.
В X веке итальянский король Беренгар II сделал своего сына Конрада графом Вентимильи. В последующие столетия городом управляли то графы, то сами горожане. Злейшим врагом коммуны стала Генуэзская республика, которая при нападении на город в 1271 году взяла в плен его градоначальника, трубадура Луку Гримальди.
Вентимилья окончательно стала генуэзской в 1505 году, хотя до этого времени на обладание городом притязали Савойский дом и короли Неаполя.

## Правители
Средневековые правители Вентимильи и Тенда происходили из Иврейской династии. В 1261 году граф Вентимильи взял в жёны дочь никейского императора Феодора II из рода Ласкарисов. В память об имперском происхождении их потомки носили двойную фамилию Ласкари ди Винтимилья. Одна из представительниц этого рода принесла владение Тендом в Савойский дом, вступив в 1498 году в брак с «великим бастардом» Рене.

## Достопримечательности
Интерес для туристов представляет средневековый городской квартал с романской церковью Архангела Михаила и древним баптистерием. По соседству с городом раскинулся ботанический сад, высаженный в 1860-е годы англичанином Хэнбери. В местной ратуше выставлено впечатляющее собрание археологических древностей.
По пятницам на набережной Passeggiata Cavallotti променад, торгуют уценёнными вещами.

## Транспорт
Является крупным пересадочным узлом между железными дорогами Италии (оператор Trenitalia) и Франции (оператор SNCF).

## Город в культуре
В Вентимилье происходит одна из сцен фильма Бернардо Бертолуччи «Конформист».

## Города-побратимы
- Пьяцца-Армерина, Италия